# Красен (Добрицька область)
Кра́сен (болг. Красен) — село в Добрицькій області Болгарії. Входить до складу общини Генерал-Тошево.

## Населення
За даними перепису населення 2011 року у селі проживала 261 особа.
Національний склад населення села:
| Національність   | Кількість осіб | Відсоток |
| ---------------- | -------------- | -------- |
| болгари          | 251            | 98,4%    |
| турки            | 3              | 1,2%     |
| інша             | 0              | 0%       |
| Всього відповіли | 255            |          |

Розподіл населення за віком у 2011 році:
Динаміка населення: